# Trotina
Trotina település Csehországban, Trutnovi járásban. Trotina Zábřezí-Řečice, Rohoznice, Bílé Poličany és Zdobín településekkel határos. Lakosainak száma 90 fő (2024. január 1.).

## Népesség
A település lakosságának változását az alábbi diagram mutatja:
| Lakosok száma | 305  | 278  | 238  | 139  | 90   | 78   | 85   | 87   | 91   | 90   |
|               | 1869 | 1900 | 1921 | 1961 | 1980 | 2011 | 2016 | 2019 | 2021 | 2024 |